# 芮城城隍庙
34°41′36″N 110°41′06″E / 34.69333°N 110.68500°E
芮城城隍庙俗称“南庙”，位于中国山西省运城市芮城县城中心的永乐南街小西巷，为城内最大的古建筑群，已列为全国重点文物保护单位。

## 历史
芮城城隍庙始建于北宋大中祥符年间，元明清各代均有重修，是山西现存历史最早、保存完整、规模较大的城隍庙。

## 建筑
芮城城隍庙整体坐北朝南方向，现存建筑的时代跨越宋、元、明、清四代800多年，包括大殿，享亭，献殿、寝殿及配房等，沿中轴线自南向北分别为享亭、献殿、大殿、寝殿。山门、倒座戏台及两侧的钟鼓楼早已毁，系近年重建，色彩浮艳。
大殿是宋代遗构，单檐歇山顶屋檐，面阔五间，进深三间。歇山部分的“二龙戏珠”琉璃山花造型生动。屋脊上的琉璃脊饰为明代珍品，色彩绚丽华美。
享亭为元代建筑，亦为单檐歇山顶屋檐，面阔五间，进深三间。前檐粗大，加工粗糙，东西角柱歪斜，前后檐下粗大的额枋横跨当心间和东西次间，均为典型的元代粗犷风格。
献殿单檐卷棚顶，面阔五间，进深二间。寝殿单檐悬山顶，面阔五间，进深二间。献殿，寝殿以及其余建筑是清朝兴建。

## 碑刻
芮城城隍庙的碑廊内陈列大量北魏以来的碑刻、石雕，其中《中条山靖院道堂并序》刻于唐贞元十四年（798年），由虢州刺史王颜撰文，尚书右丞、书法家袁滋书写。

## 保护
2001年6月25日，芮城城隍庙由中华人民共和国国务院公布为第五批全国重点文物保护单位，编号5-249。